# زاوویا
زاوویا (به لهستانی:  Zawoja) یک روستا در لهستان است که در گمینا زاوویا واقع شده‌است.